# 许云樵
许云樵（1905年—1981年），原名许钰，号梦飞，别号希夷室主，男，江苏吴县人。新加坡南洋学家。

## 生平
1931年飘洋过海到南洋。1938能后任泰国北大年国立商科学院讲师，1938-1940年《星洲日报》编辑，1940年-1957年创办《南洋学报》并任主编。1941年因《丹丹考》一文荣获南京中央研究院南洋史一等奖。1946-1948年任马来亚少年报主编及南洋杂志主编。1957-1961年出任新加坡南洋大学南洋学副教授。1961年创办东南亚研究所并任所长。1970年南洋大学研究院特约研究员。其代表作为《南洋史》、《北大年史》。許雲樵死後的藏書曾交由收藏者許木榮保管，後轉移到新加坡宗鄉會館聯合總會收藏，2014年9月30日新加坡宗鄉會館聯合總會與新加坡國家圖書館簽署諒解備忘錄，將藏書交給新加坡國家圖書館收藏。

## 著作
《许云樵全集》1-23卷 2004-2021 马来西亚创价学会（SGM），总主编 郑良树 
- 《许云樵全集》第一卷《东南亚史地》（共5册）
- 《许云樵全集》第二卷《东南亚华侨与华人》（共2册）
- 《许云樵全集》第三卷《史料与史学》（共3册）
- 《许云樵全集》第四卷《音韵语言研究》（共2册）
- 《许云樵全集》第五卷《专题研究》（共1册）
- 《许云樵全集》第六卷《史地掌故》（共1册）
- 《许云樵全集》第七卷《艺文专著》（共5册）
- 《许云樵全集》第八卷《外文译述》（共4册）
- 《赤土国考》
- 《暹罗古国考》
- 《明代大泥华侨考》
- 《林道乾居勃尼考》
- 《宋卡掌故》
- 《北大年史料》
- 《古代南海航程中之地峡与地极》
- 《论立表测纬度》
- 《东南亚地理》
- 《暹羅王鄭昭傳》
- 《南洋文獻敘錄長編》
- 《南詔非泰人故国考》
- 许云樵译：《安南通史》
- 许云樵译：《马来纪年》
- 许云樵译：《占城国译语注》
- 《南洋史》上
- 许云樵《史学通论》
- 许云樵，《马来亚史》
- 戴喜云传  许云樵: “载春荣传”《南洋客属总会第. 35、 36周年纪念刊》, 新加坡南洋客属公会 1967年，
- 《馬來亞近代史》
- 《北大年史》
- 《堕罗钵底考》
- 《丹丹考》
- 许云樵等编《新马华人抗日史料》
- 许云樵《芳林区街名考》
- 许云樵《合乐区掌故：合乐路的变迁》
- 《南洋华语俚俗辞典》
- 《十五音研究》
- 《文心雕龙》
- 《文心雕蟲續集》
- 《马来亚丛谈》
- 《南洋歷史年代表》
- 《新加坡一百五十年大事记》
- 《客家人在东南亚》
- 《新加坡市街华名俗称记录》
- 《马来亚华侨殉难人名簿》
- 《星马私会党与洪门天地会的渊源》
- 《天竺散記》
- 《许云樵来往书信集》
- 《世界发明史》
- 《印鐡十年記》
- 《姑胥》
- 《華語聲韵學》
- 《欧非胜览》
- 《康泰吴时外国传辑注》
- 《史学通论》
- 《黄金半島題本》
- 《徐衷南方草物状辑注》
- 《癌方药物简释》
- 《希夷室詩文集》